# Dominique Rey

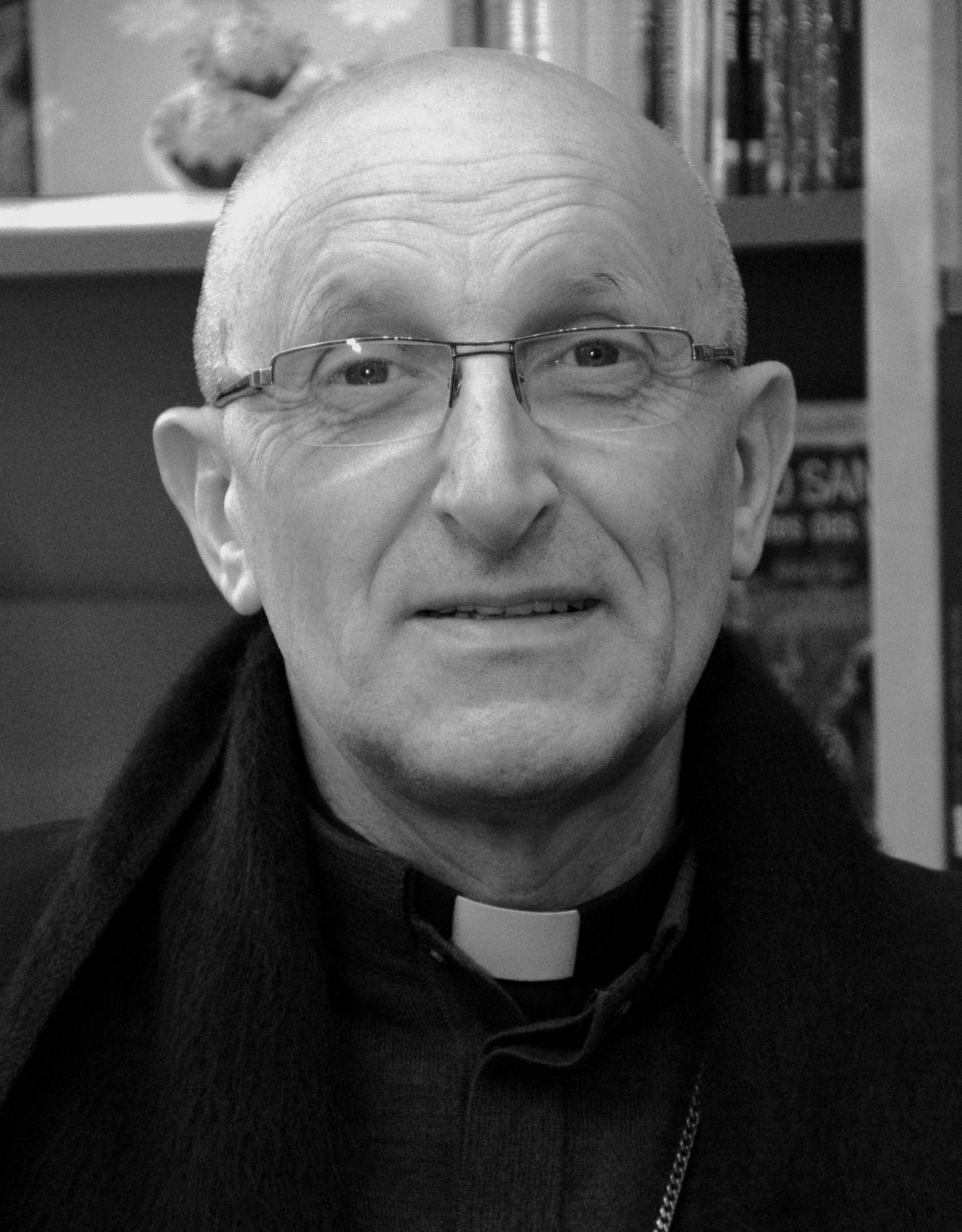
Dominique Rey, 2013

Dominique Rey (Saint-Etienne, 21 september 1952) is sinds 2000 bisschop van het bisdom Fréjus-Toulon, aan de Franse Middellandse Zeekust.
Op 23 juni 1984 werd hij priester gewijd en op 17 september 2000 bisschop gewijd.
Rey geldt als een van de meer dynamische bisschoppen van Frankrijk en is lid van de Emmanuel-gemeenschap, een van de nieuwe bewegingen in de Katholieke Kerk. Voor hij in 2000 bisschop werd, was hij pastoor van een kerk vlak bij de Parijse Opera.
Bisschop Rey pleit voor de beschermwaardigheid van het ongeboren leven en heeft in 2007 een boek geschreven waarin hij uitlegt waarom het voor een katholiek verboden is lid te zijn van een vrijmetselaarsloge.
Zijn bisdom biedt aan priesterkandidaten de keuze om opgeleid en gewijd te worden in de gewone of in de buitengewone vorm van de Romeinse ritus.  Op 26 september 2009 wijdde hij twee priesters volgens de Tridentijnse ritus in de kathedraal van Toulon.

## Werken
- Les Rencontres de Jésus, Emmanuel, Parijs, 2006
- Peut-on être chrétien et franc-maçon ?, Salvator, Parijs, 2007, ISBN 978-2706705175
- Les Mystères du rosaire, Emmanuel, Parijs, 2008
- Le Prêtre, Tempora, 2009